# Kröftel
Kröftel ist ein Stadtteil von Idstein im südhessischen Rheingau-Taunus-Kreis.

## Geographische Lage
Kröftel liegt als östlichster Stadtteil von Idstein im östlichen Hintertaunus. Durch den Ort fließt der Kröftelbach, ein linker östlicher Zufluss des Dattenbachs, der bei Eppstein zum Schwarzbach wird. Die südliche Gemarkungsgrenze ist identisch mit dem geradlinigen Verlauf des Römischen Limes.
Durch Kröftel führt die Landesstraße L 3023 von Heftrich nach Oberems und verbindet den Ort kurz vor Oberems mit der Bundesstraße 8.

## Geschichte

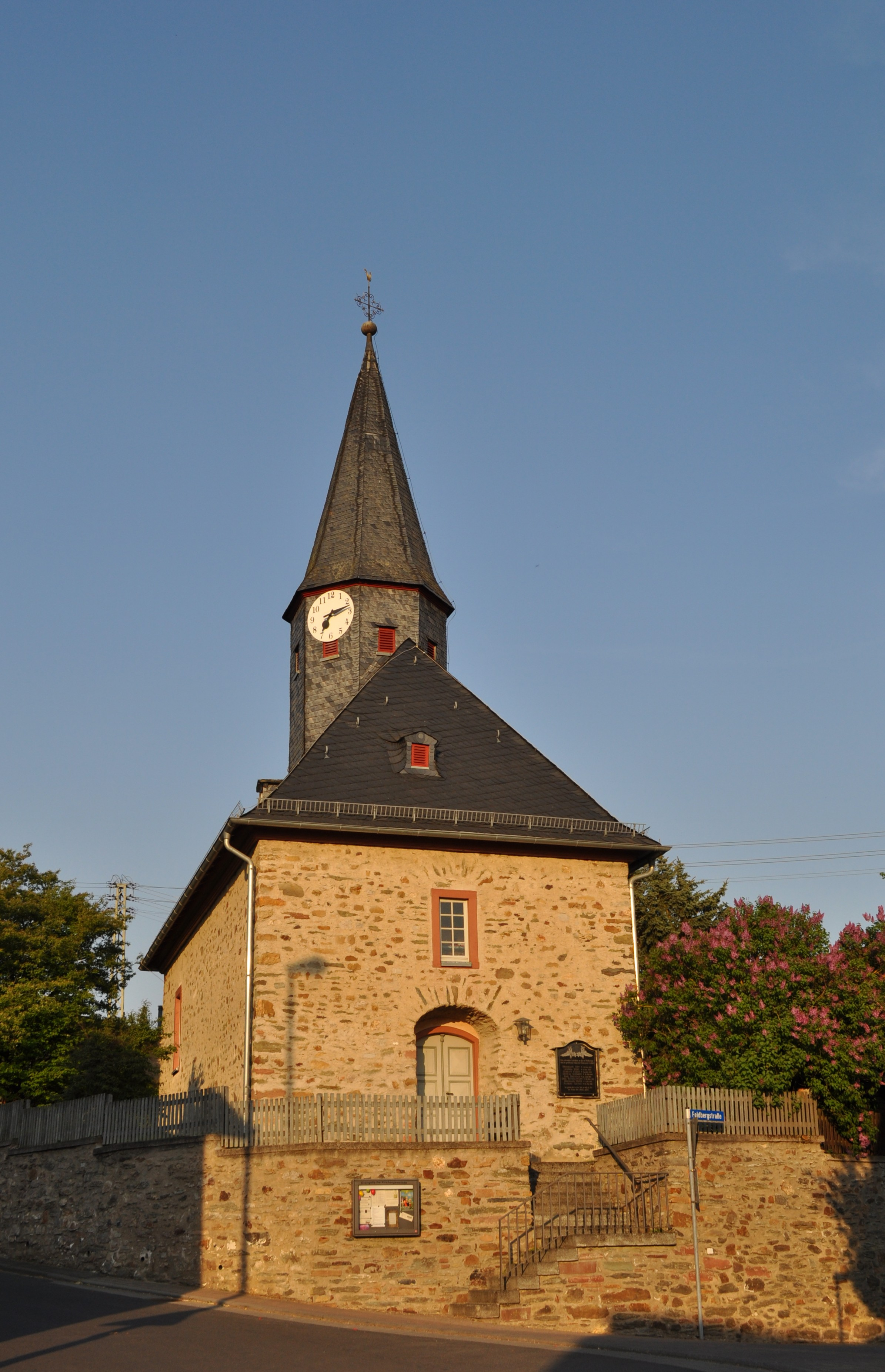
Kirche von Kröftel

### Chronik
Die älteste bekannte schriftliche Erwähnung von Kröftel erfolgte im Jahr 890 als in marcu Cruftero.
Im Jahr 1226 verpfändete Gottfried II. von Eppstein 30 Malter Hafer zu Cruftelo an Konrad von Hattstein.

### Gebietsreform
Im Zuge der Gebietsreform in Hessen schloss sich die bis dahin selbständige Gemeinde Kröftel zum 31. Dezember 1971 freiwillig der Stadt Idstein an. Für den Stadtteil Kröftel wurde, wie für die übrigen Stadtteile von Idstein, ein Ortsbezirk mit Ortsbeirat und Ortsvorsteher nach der Hessischen Gemeindeordnung eingerichtet.

### Verwaltungsgeschichte im Überblick
Die folgende Liste zeigt die Staaten und Verwaltungseinheiten, denen Kröftel angehört(e):
- vor 1721: Heiliges Römisches Reich, Grafschaft Nassau-Idstein, Amt Idstein
- ab 1721: Heiliges Römisches Reich, Grafschaft Nassau-Ottweiler, Amt Idstein
- ab 1728: Heiliges Römisches Reich, Fürstentum Nassau-Usingen, Amt Idstein
- 1787: Heiliges Römisches Reich, Fürstentum Nassau-Usingen, Oberamt oder Herrschaft Idstein
- ab 1806: Herzogtum Nassau,[Anm. 2] Amt Idstein
- 1812: Herzogtum Nassau, Regierungsbezirk Wiesbaden, Amt Idstein
- ab 1849: Herzogtum Nassau, Regierungsbezirk Wiesbaden, Kreisamt Langen-Schwalbach[Anm. 3]
- ab 1854: Herzogtum Nassau, Regierungsbezirk Wiesbaden, Justiz- und Verwaltungsamt Idstein
- ab 1867/68: Königreich Preußen,[Anm. 4] Provinz Hessen-Nassau, Regierungsbezirk Wiesbaden, Untertaunuskreis[Anm. 5]
- ab 1871: Deutsches Reich, Königreich Preußen, Provinz Hessen-Nassau, Regierungsbezirk Wiesbaden, Untertaunuskreis
- ab 1918: Deutsches Reich (Weimarer Republik), Freistaat Preußen, Provinz Hessen-Nassau, Regierungsbezirk Wiesbaden, Untertaunuskreis
- ab 1944: Deutsches Reich, Freistaat Preußen, Provinz Nassau, Untertaunuskreis
- ab 1945: Amerikanische Besatzungszone,[Anm. 6] Groß-Hessen, Regierungsbezirk Wiesbaden, Untertaunuskreis
- ab 1946: Amerikanische Besatzungszone, Land Hessen, Untertaunuskreis
- ab 1949: Bundesrepublik Deutschland, |Land Hessen, Untertaunuskreis
- ab 1968: Bundesrepublik Deutschland, Regierungsbezirk Darmstadt, Untertaunuskreis, Stadt Idstein[Anm. 7]
- ab 1977: Bundesrepublik Deutschland, Regierungsbezirk Darmstadt, Rheingau-Taunus-Kreis, Stadt Idstein

### Einwohnerentwicklung

#### Einwohnerzahlen
- 1566: 25 Haushaltungen[1]
- 1594: 23 Haushaltungen[1]

| Kröftel: Einwohnerzahlen von 1821 bis 2020 | Kröftel: Einwohnerzahlen von 1821 bis 2020 | Kröftel: Einwohnerzahlen von 1821 bis 2020 | Kröftel: Einwohnerzahlen von 1821 bis 2020 | Kröftel: Einwohnerzahlen von 1821 bis 2020 |
| --- | ------------------------------------------ | ------------------------------------------ | ------------------------------------------ | ------------------------------------------ |
| Jahr |                                            |                                            |                                            | Einwohner                                  |
| 1821 | 1821                                       |                                            | 124                                        | 124                                        |
| 1834 | 1834                                       |                                            | 175                                        | 175                                        |
| 1840 | 1840                                       |                                            | 187                                        | 187                                        |
| 1846 | 1846                                       |                                            | 211                                        | 211                                        |
| 1852 | 1852                                       |                                            | 212                                        | 212                                        |
| 1858 | 1858                                       |                                            | 194                                        | 194                                        |
| 1864 | 1864                                       |                                            | 199                                        | 199                                        |
| 1871 | 1871                                       |                                            | 193                                        | 193                                        |
| 1875 | 1875                                       |                                            | 208                                        | 208                                        |
| 1885 | 1885                                       |                                            | 219                                        | 219                                        |
| 1895 | 1895                                       |                                            | 210                                        | 210                                        |
| 1905 | 1905                                       |                                            | 203                                        | 203                                        |
| 1910 | 1910                                       |                                            | 204                                        | 204                                        |
| 1925 | 1925                                       |                                            | 220                                        | 220                                        |
| 1939 | 1939                                       |                                            | 201                                        | 201                                        |
| 1946 | 1946                                       |                                            | 311                                        | 311                                        |
| 1950 | 1950                                       |                                            | 321                                        | 321                                        |
| 1956 | 1956                                       |                                            | 278                                        | 278                                        |
| 1961 | 1961                                       |                                            | 295                                        | 295                                        |
| 1967 | 1967                                       |                                            | 352                                        | 352                                        |
| 1970 | 1970                                       |                                            | 387                                        | 387                                        |
| 1980 | 1980                                       |                                            | ?                                          | ?                                          |
| 1990 | 1990                                       |                                            | ?                                          | ?                                          |
| 2000 | 2000                                       |                                            | ?                                          | ?                                          |
| 2011 | 2011                                       |                                            | 435                                        | 435                                        |
| 2014 | 2014                                       |                                            | 480                                        | 480                                        |
| 2020 | 2020                                       |                                            | 544                                        | 544                                        |
| Datenquelle: Historisches Gemeindeverzeichnis für Hessen: Die Bevölkerung der Gemeinden 1834 bis 1967. Wiesbaden: Hessisches Statistisches Landesamt, 1968. Weitere Quellen: LAGIS; Stadt Idstein:; Zensus 2011 |                                            |                                            |                                            |                                            |

#### Einwohnerstruktur
Nach den Erhebungen des Zensus 2011 lebten am Stichtag dem 9. Mai 2011 in Kröftel 435 Einwohner. Darunter waren 9 (2,1 %) Ausländer.
Nach dem Lebensalter waren 57 Einwohner unter 18 Jahren, 177 zwischen 18 und 49, 105 zwischen 50 und 64 und 96 Einwohner waren älter.
Die Einwohner lebten in 204 Haushalten. Davon waren 69 Singlehaushalte, 66 Paare ohne Kinder und 63 Paare mit Kindern, sowie 6 Alleinerziehende und 3 Wohngemeinschaften. In 36 Haushalten lebten ausschließlich Senioren und in 138 Haushaltungen lebten keine Senioren.

#### Religionszugehörigkeit
| • 1895: | 214 evangelische (= 97,72 %), 5 katholische (= 2,28 %) Einwohner   |
| • 1961: | 229 evangelische (= 77,63 %), 65 katholische (= 22,03 %) Einwohner |

## Wappen
Am 16. Mai 1968 wurde der Gemeinde Kröftel im damaligen Untertaunuskreis ein Wappen mit folgender Blasonierung verliehen: Über grünem Boden, darauf ein silberner Bach, in Silber ein rotes Haus mit goldener Tür, beiderseits von einer grünen Tanne begleitet.

## Infrastruktur
- Den öffentlichen Personennahverkehr stellt die Buslinie 223 und 234 der Rheingau-Taunus-Verkehrsgesellschaft sicher.
- Im Ort gibt es ein Dorfgemeinschaftshaus.